# Next Level (aespa의 노래)
〈Next Level〉(넥스트 레벨)은 대한민국의 걸 그룹 aespa의 3번째 싱글로, 2021년 5월 17일 발매되었다. 원곡은 A$ton wyld가 부른 동명의 노래 Next level이다.

## 줄거리
aespa와 아바타 'æ'의 'SYNK'를 방해하고, 지난 싱글 Black Mamba에서 세상을 혼란에 빠뜨린 악마, 'Black Mamba'를 찾기 위해 광야로 떠나는 여정을 담은 세계관 스토리를 담아냈다.

## 뮤직 비디오
2021년 5월 15일, 28초 길이의 ‘Next Level’ 티저 영상이 공식 SM Town 채널을 통해서 업로드되었다. 5월 17일, SM엔터테인먼트의 공식 유튜브 채널을 통해서 공개되었다. Paranoid Paradigm가 뮤직 비디오의 감독을 맡았다. aespa는 SM엔터테인먼트 창업자인 이수만이 퍼포먼스 영상을 위한 안무, 구성, 무대 동선, 카메라 작업, 의상, 제스처 등을 연출했다고 밝혔다.